# Roman Filipov
Roman Nikolayevich Filipov (em russo: Роман Николаевич Филипов; Voronezh,13 de agosto de 1984 - Saraqib, 3 de fevereiro de 2018) foi um piloto militar russo, que perdeu sua vida depois de ser ferido por terroristas, após ejetar-se de seu Su-25SM que foi derrubado, na província de Idlib  na Síria, em 3 de fevereiro de 2018. Diante das circunstância que envolveram sua morte, foi declarado Herói da Federação Russa.

## Biografia
Nascido aos 13 de agosto de 1984 em Voronezh numa família de um piloto militar. Em 2001, ele se formou na escola No. 85 em Voronezh.
Ao terminar a Escola Superior de Pilotos da Aviação Militar de Krasnodar, ele foi designado para uma base áerea na aldeia de Chernigovka, krai de Primorsky, (200 km ao norte de Vladivostok) no Extremo Oriente russo; No verão de 2017, ele estava estacionado em Sakhalin.
O Sukhoi Su-25 que Filipov estava voando, acompanhado por outro Su-25 à altitude de cerca de 4.000 metros, em uma missão rotineira de patrulhamento, em 3 de fevereiro de 2018, foi abatido por militantes da província de Idlib, perto da cidade de Maarate Anumane (57 km ao norte da cidade de Hama), ou a cidade de Saraqib (de acordo com outras fontes), , presumivelmente por um míssil disparado de um MANPADS. A  responsabilidade foi reclamada por Tahrir al-Sham (o ex-Jabhat Al-Nusra) e Jaysh al-Nasr, que é afiliado ao Exército Sírio Livre.
Filipov manteve o caminho quando os combatentes terroristas se aproximaram, trocando fogo com sua pistola. Depois de ser ferido, ele explodiu uma granada enquanto os combatentes se fechavam em sua posição, para não se render aos terroristas.
Em 6 de fevereiro, por decreto presidencial, ele foi premiado postumamente com o título de Herói da Rússia.
Seu corpo foi repatriado para a Rússia. A comemoração em homenagem ao herói da Federação Russa é realizada em todo o país. O major Filipov será enterrado em Voronezh em 8 de fevereiro.